# Вулканический купол

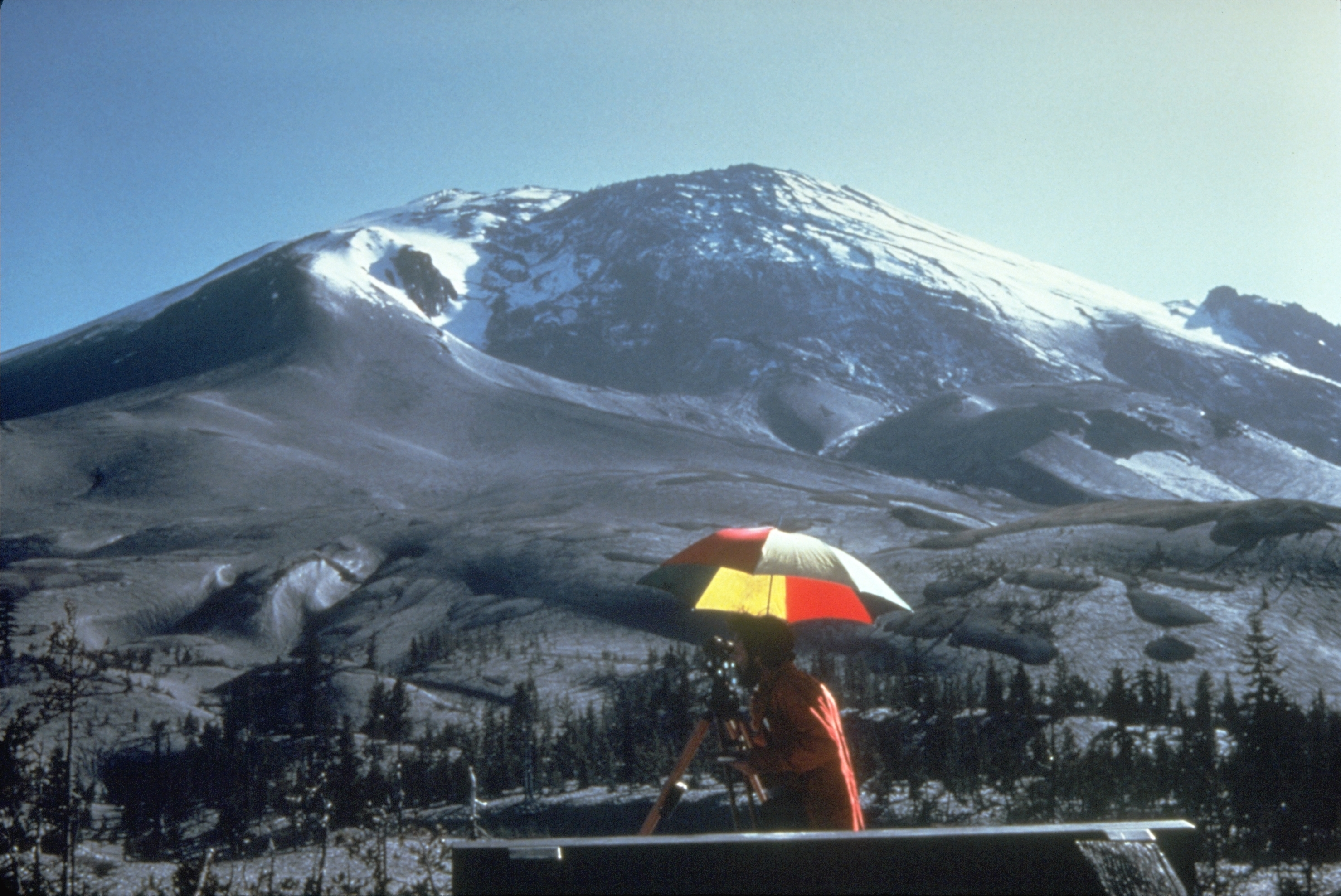
Вулканический купол вулкана Святой Елены перед извержением, 27 апреля 1980 года

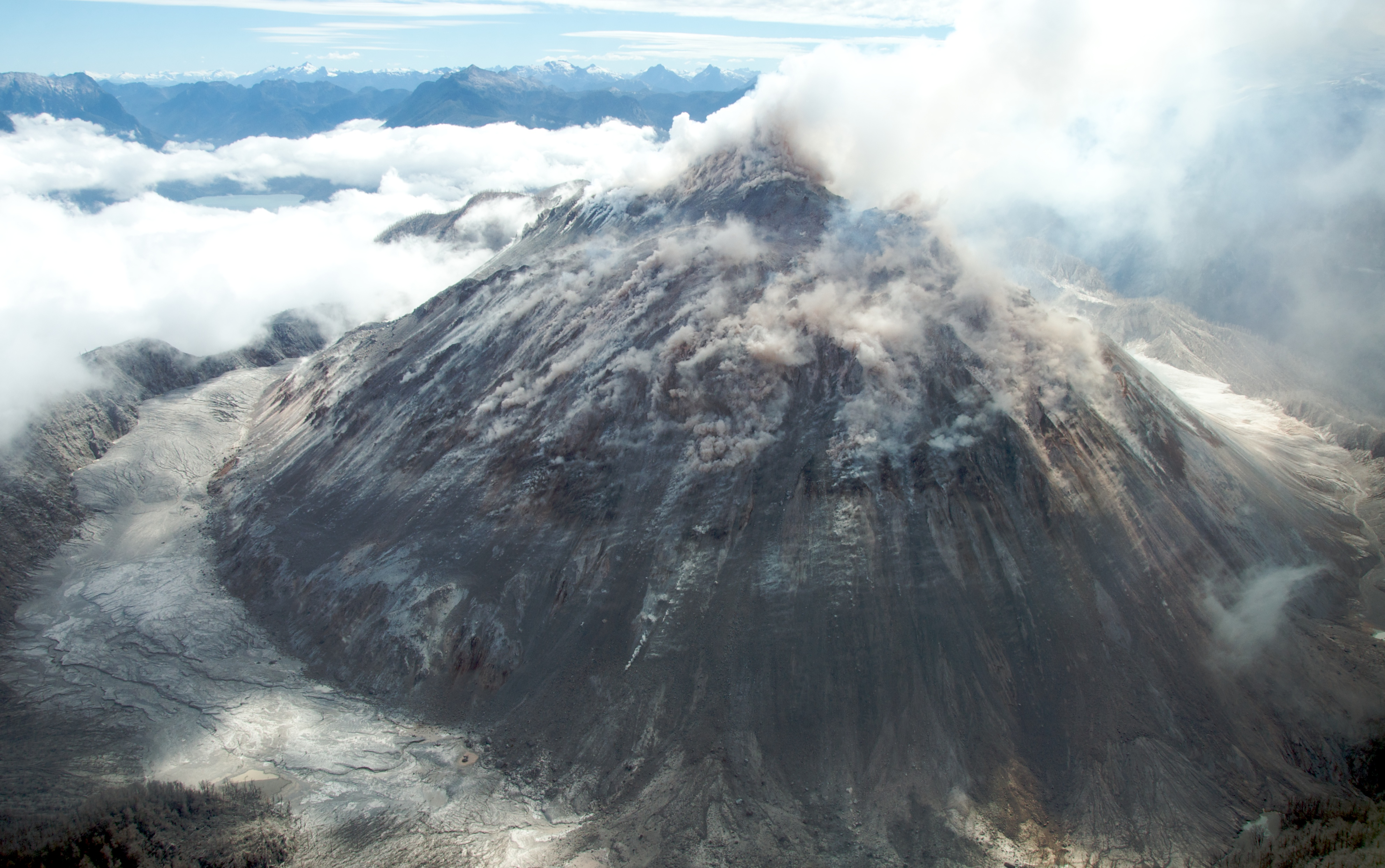
Изображение риолитового лавового купола вулкана Чайтен во время его извержения 2008-2010 гг.

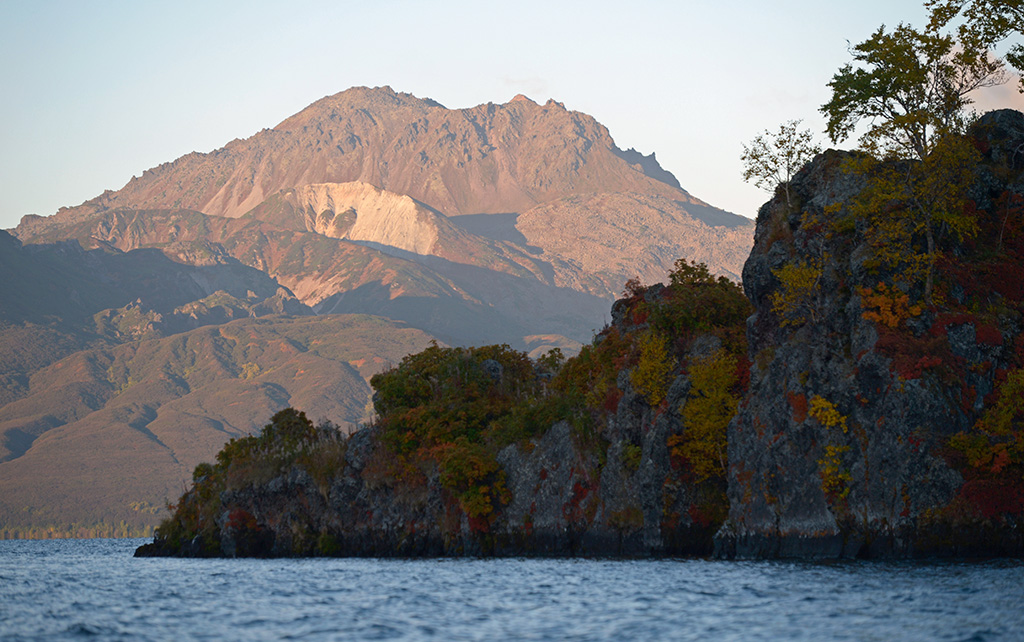
Вид на комплекс куполов Дикого Хребта со стороны Курильского озера.

Вулканический купол (пик, игла) — куполовидное тело, имеющее высоту до 700—800 м и крутые склоны (40° и больше). Образуются в результате выжимания из вулканического канала вязкой лавы.
Извержения с образованием куполов — обычное явление, особенно в области границ сходящихся литосферных плит.
Существование лавовых куполов предполагается для некоторых купольных структур на Луне, Венере и Марсе, например, на поверхности Марса в западной части Arcadia Planitia или Terra Sirenum.

## Классификация
Геохимия лавовых куполов может варьировать от основного базальта (например, Семеру, 1946) до кислого риолита (например, Чайтен, 2010), хотя большинство из них промежуточного состава (например, конус Сантьягуито Санта-Марии, дацитово-андезитовый, сегодняшний день).
Вязкая лава является основной причиной формирования купола, поскольку периодически закупоривает магмаподводящий канал, что стимулирует взрывную деятельность вулкана, выделение газов, пирокластических потоков и лавин. Такая высокая вязкость лавы может возникать по причине высокого содержания кремнезема или за счет дегазации флюидной магмы. Так как вязкие базальтовые и андезитовые купола быстро выветриваются и легко распадаются при истечении более жидкой лавы. Большинство сохранившихся куполов имеет высокое содержание кремнезема и состоит из риолитовых или дацитовых пород.
Влодавец в 1954 году ввёл следующую классификацию:
- Экструзивные купола — не имеющие кратера или канала в теле купола
  - концентрически-скорлуповатые
  - веерообразные
  - скалистые
  - массивные:
    - экструзивные бисмалиты — купола прорыва
    - питоны — пирамидальные купола
    - обелиски
- Экструзивно-эффузивные — с каналом в теле
  - мамелоны — колоколоподобные
  - натечные
  - натечные с лавовым языком
- Экструзивно-эксплозивные купола

### Комплексы экструзивных куполов
Постройка подобных вулканов целиком состоит из главного экструзивного купола и из нескольких экструзивных куполов на его склонах или в его основании. В России самым крупным комплексом лавовых куполов является вулкан Дикий Гребень (Дикий Хребет) на Камчатке, объём которого составляет 18 км³. К действующим вулканам этого типа относится конус Сантьягуито вулкана Санта-Мария в Гватемале.

## Динамика развития купола

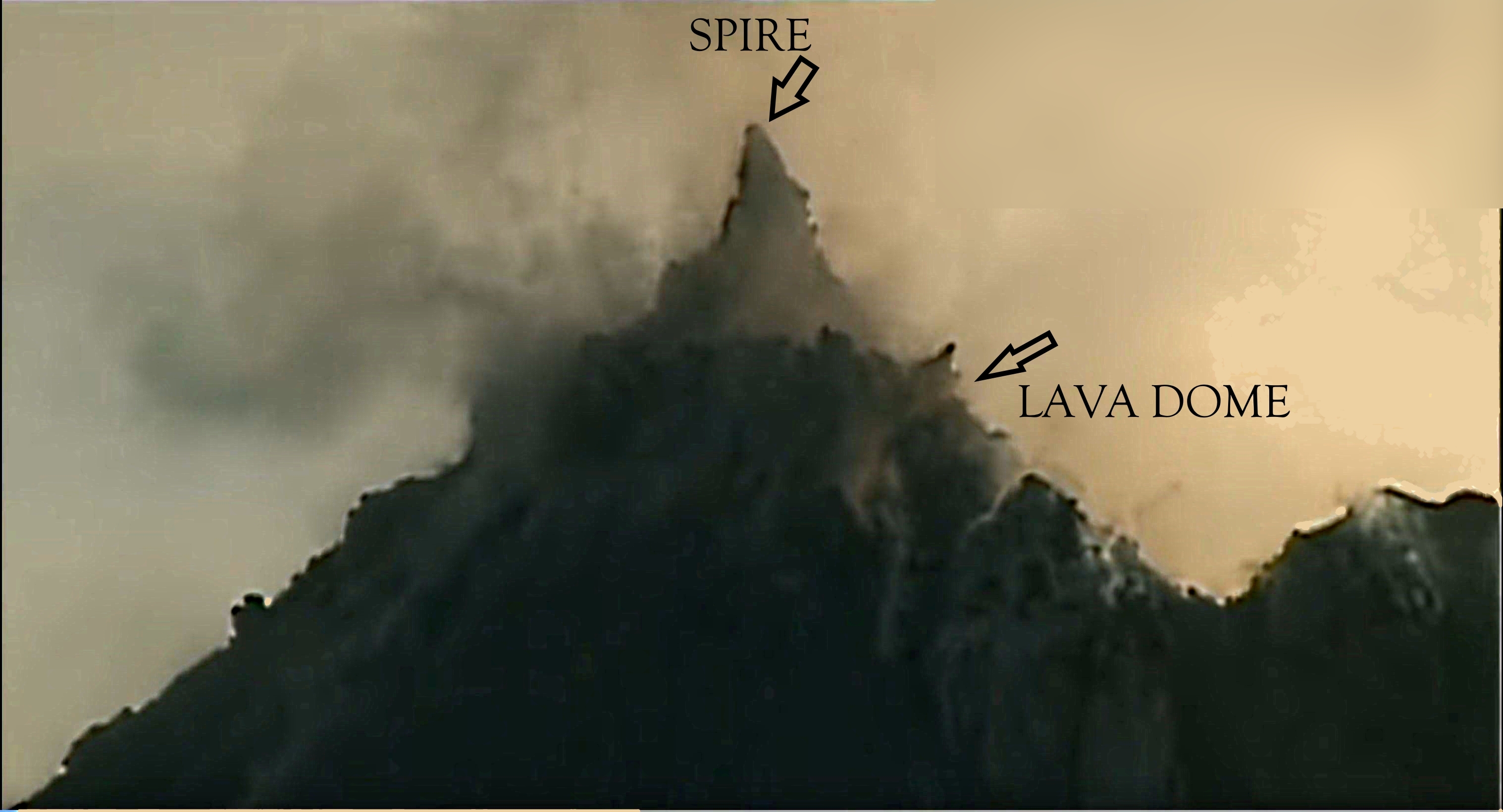
Лавовый пик Суфриер-Хиллз до извержения 1997 года

Лавовый купол развивается непредсказуемо, из-за нелинейной динамики, вызванной кристаллизацией и газоотделением из высоковязкой лавы в канале купола. Различают эндогенный или экзогенный рост лавового купола: первое подразумевает увеличение лавового купола из-за притока магмы внутрь купола, а второе относится к дискретным лепесткам лавы, расположенным на поверхности купола. Высокая вязкость, которая не позволяет истекающей из жерла лаве растекаться, создаёт куполообразную форму вязкой лавы, которая затем медленно остывает на месте излива. Сначала образуется твердая корка, впоследствии выдавливаемая вверх; в результате быстрого остывания корка растрескивается, и фрагменты скатываются по склону, образуя характерные осыпи. Внутренняя часть (ядро) вулканического купола охлаждается медленно, с образованием массива лавы. Порой на вершине купола в результате просадки охлажденного материала или снижения уровня лавы в жерле образуется чашеобразная впадина. Купола могут достигать высоты в несколько сотен метров, могут продолжать расти в течение месяцев (например, вулкан Ундзэн), лет (например, Суфриер-Хиллс) или даже столетия (например, вулкан Мерапи). Боковые стороны этих сооружений сложены неустойчивыми каменными обломками. Из-за периодического нарастания давления газа на извергающихся куполах часто могут наблюдаться эпизоды взрывного извержения. Если часть лавового купола разрушается и обнажает магму под давлением, могут образовываться пирокластические потоки.
Характеристика извержений лавового купола включают неглубокую, долгопериодическую и гибридную сейсмичность, которая объясняется избыточным давлением флюида в соответствующей вентиляционной камере. Другие характеристики лавовых куполов включают их полусферическую форму купола, циклы роста купола в течение длительных периодов времени и внезапное начало бурной взрывной активности. Средняя скорость роста купола может использоваться в качестве приблизительного показателя притока магмы, но она не имеет корреляционной связи со временем или характеристиками взрывов лавовых куполов..

## Распространённость
Около 6% извержений на Земле связаны с образованием лавовых куполов. Вулканические купола встречаются на Мартинике (Мон-Пеле), на Яве (Мерапи), на Камчатке (Безымянный) и др.
| Название лавового купола             | Страна                   | Вулканический район                          | Состав | Последний эпизод извержения |
| ------------------------------------ | ------------------------ | -------------------------------------------- | ------ | --------------------------- |
| Лавовый купол Ла-Суфриер             | Сент-Винсент и Гренадины | Вулканическая дуга Малых Антильских островов |        | 2021                        |
| Блэк-Батт (округ Сискию, Калифорния) | Соединенные Штаты        | Каскадная вулканическая дуга                 | Дацит  | 9500 лет назад              |
| Лавовые купола Кальдеры              | Соединенные Штаты        | Горы Джемез                                  | Риолит | 50 000 — 60 000 до н.э.     |